# Portland E-Prix
Der Portland E-Prix war ein Automobilrennen der FIA-Formel-E-Weltmeisterschaft in Portland, Oregon, USA. Er wurde erstmals 2023 ausgetragen. Portland war damit die 28. Stadt, in der ein Formel-E-Rennen stattfand. Nach Long Beach, Miami und New York City war es der vierte E-Prix in den Vereinigten Staaten von Amerika. 2025 wird die Formel E stattdessen wieder in Miami fahren.

## Geschichte

Die originale IndyCar-Rennstrecke

Die Rennen der FIA-Formel-E-Weltmeisterschaft im US-Staat Oregon fanden auf dem Portland International Raceway statt. Dabei handelt es sich um eine permanente Rennstrecke, auf dem die US-amerikanische IndyCar-Serie mit Unterbrechungen seit 1984 antritt. Der Kurs wurde jedoch für die FIA-Formel-E-Weltmeisterschaft angepasst.

## Ergebnisse
| Auflage | Saison  | Strecke                        | Sieger                                                    | Zweiter                                    | Dritter                                                   | Pole-Position                              | Schnellste Runde                          |
| ------- | ------- | ------------------------------ | --------------------------------------------------------- | ------------------------------------------ | --------------------------------------------------------- | ------------------------------------------ | ----------------------------------------- |
| 1       | 2022/23 | Portland International Raceway | Nick Cassidy (Envision Racing)                            | Jake Dennis (Avalanche Andretti Formula E) | António Félix da Costa (TAG Heuer Porsche Formula E Team) | Jake Dennis (Avalanche Andretti Formula E) | Mitch Evans (Jaguar TCS Racing)           |
| 2.1     | 2024/25 | Portland International Raceway | António Félix da Costa (TAG Heuer Porsche Formula E Team) | Robin Frijns (Envision Racing)             | Jean-Éric Vergne (DS Penske)                              | Mitch Evans (Jaguar TCS Racing)            | Jake Hughes (Neom McLaren Formula E Team) |
| 2.2     | 2024/25 | Portland International Raceway | António Félix da Costa (TAG Heuer Porsche Formula E Team) | Robin Frijns (Envision Racing)             | Mitch Evans (Jaguar TCS Racing)                           | Jean-Éric Vergne (DS Penske)               | Robin Frijns (Envision Racing)            |